# Campionato mondiale giovanile di scherma 2004
Il Campionato mondiale juniores di scherma del 2004 ("2004 World Juniors Fencing Championships") è stato organizzato dalla Federazione internazionale della scherma e si è svolto a Plovdiv in Bulgaria dal 1 al 2 aprile.
Nel fioretto, si sono aggiudicati i titoli del campionato mondiale il cinese Jun Zhu, che ha battuto in finale il russo Renal Ganeev, e la francese Virginie Ujlaky che ha avuto la meglio sull'italiana Serena Teo.
Nella spada l'uzbeko Oleg Sokolov ha battuto in finale il cinese Tong Tuo, ottenendo il titolo mondiale juniores maschile, mentre tra le donne la rumena Ana Maria Popescu ha superato l'italiana Bianca Del Carretto.
Nella sciabola il magiaro Balázs Lontay prevale sul Kazako Il'ja Mokrecov, mentre la statunitense Emily Jacobson ha battuto la statunitense Mariel Zagunis.
Nel campionato mondiale juniores a squadre maschili, la nazionale cinese ha prevalso nella finale del fioretto contro l'Italia, mentre la nazionale russa ha vinto nella spada contro la formazione francese, ed infine la nazionale magiara ha avuto la meglio sulla compagine ucraina nella sciabola.
Nel campionato mondiale juniores a squadre femminili, la nazionale russa ha prevalso nella finale del fioretto contro la Germania, la Cina ha vinto nella spada contro la compagine francese, ed infine la formazione statunitense ha avuto la meglio sulla nazionale magiara nella sciabola.

## Podi

### Uomini
| Specialità  | Oro                                                                 | Argento                                                               | Bronzo                                                                             |
| Individuali |                                                                     |                                                                       |                                                                                    |
| Fioretto    | Jun Zhu                                                             | Renal Ganeev                                                          | Benjamin Kleibrink Brendan Meyers                                                  |
| Spada       | Oleg Sokolov                                                        | Tong Tuo                                                              | Vseslav Morgoev Andrea Ufficiali                                                   |
| Sciabola    | Balázs Lontay                                                       | Il'ja Mokrecov                                                        | Dmytro Bojko Arnaud Drion                                                          |
| A squadre   |                                                                     |                                                                       |                                                                                    |
| Fioretto    | Cina Liangcai Huang Sheng Lei Jun Zhu -                             | Italia Giuseppe Alongi Andrea Baldini Andrea Cassarà Saverio Laiacona | Russia Renal Ganeev Vladimir Golovin Aleksej Chovanskij Artëm Sedov                |
| Spada       | Russia Anton Avdeev Vseslav Morgoev Igor Radougine Evgenij Zobnisev | Francia Geoffrey Gilles Gauthier Grumier Jérémy Moutou Bastien Sicot  | Polonia Michał Adamek Karol Kostka Krzysztof Mikołajczak -                         |
| Sciabola    | Ungheria Csanád Gémesi Balázs Lontay Pál Nagy Zsolt Nagy            | Ucraina Dmytro Bojko Jurij Hurin Oleh Šturbabin Oleksandr Torčuk      | Stati Uniti Timothy Hagamen Alexander Krul Mike Momtselidze Maximilian A. Williams |

### Donne
| Specialità  | Oro                                                                        | Argento                                                                        | Bronzo                                                                             |
| Individuali |                                                                            |                                                                                |                                                                                    |
| Fioretto    | Virginie Ujlaky                                                            | Serena Teo                                                                     | Julija Birjukova Gaelle Gebet                                                      |
| Spada       | Ana Maria Popescu                                                          | Bianca Del Carretto                                                            | Nathalie Moellhausen Li Tan                                                        |
| Sciabola    | Emily Jacobson                                                             | Mariel Zagunis                                                                 | Sof'ja Velikaja Svetlana Verteleckaja                                              |
| A squadre   |                                                                            |                                                                                |                                                                                    |
| Fioretto    | Russia Julija Birjukova Viktorija Nikišina Polina Repina Aida Šanaeva      | Germania Maria Bartkowski Monika Golebiewski Carolin Golubytskyi Martina Zacke | Italia Marta Cammilletti Benedetta Durando Arianna Errigo Serena Teo               |
| Spada       | Cina Xiaojuan Luo Li Tan Haiyan Wu -                                       | Francia Nathalie Alibert Audrey Belviso Julie Mestres Isabelle Pegliasco       | Romania Loredana Dinu Simona Gherman Ana Maria Popescu Oana Puiu                   |
| Sciabola    | Stati Uniti Amelia Gaillard Emily Jacobson Caitlin Thompson Mariel Zagunis | Ungheria Veronika Gergácz Georgina Kerecsenyi Dóra Varga Anna Vécsei           | Russia Veronika Danilova Ekaterina D'jačenko Sof'ja Velikaja Svetlana Verteleckaja |

## Medagliere
| Pos.   | Nazione     | Oro | Argento | Bronzo | Totale |
| ------ | ----------- | --- | ------- | ------ | ------ |
| 1      | Cina        | 3   | 1       | 1      | 5      |
| 2      | Russia      | 2   | 1       | 6      | 9      |
| 3      | Stati Uniti | 2   | 1       | 2      | 5      |
| 4      | Ungheria    | 2   | 1       | 0      | 3      |
| 5      | Francia     | 1   | 2       | 2      | 5      |
| 6      | Romania     | 1   | 0       | 1      | 2      |
| 7      | Uzbekistan  | 1   | 0       | 0      | 1      |
| 8      | Italia      | 0   | 3       | 3      | 6      |
| 9      | Germania    | 0   | 1       | 1      | 2      |
| 9      | Ucraina     | 0   | 1       | 1      | 2      |
| 11     | Kazakistan  | 0   | 1       | 0      | 1      |
| 12     | Polonia     | 0   | 0       | 1      | 1      |
| Totale | Totale      | 12  | 12      | 18     | 42     |